# جانگل‌پوسی
شِینا مک‌هیل (انگلیسی: Shayna McHayle؛ زادهٔ ۳۱ اکتبر ۱۹۹۱) که بیشتر با نام هنری جانگل‌پوسی (انگلیسی: Junglepussy) شناخته می‌شود، رپر و بازیگر آمریکایی است. نخستین میکس‌تیپ او با عنوان رضایت تضمینی در سال ۲۰۱۴ منتشر شد. او از سوی هنرمندانی همچون اریکا بادو و لیل کیم مورد تحسین قرار گرفته است.

## زندگی اولیه
شینا مک‌هیل در نیویورک، ایالات متحده در ۳۱ اکتبر ۱۹۹۱ به دنیا آمد. پدر او اصالتی جامائیکایی دارد و مادرش اهل ترینیداد است. پس از طلاق والدینش، توسط مادرش بزرگ شد. مادرش همواره او را به خلاقیت تشویق می‌کرد؛ از جمله اینکه اجازه می‌داد برای ابراز هویت شخصی‌اش موهایش را رنگ کند و همچنین او و خواهرانش را به دوست داشتن خود ترغیب می‌کرد.
مک‌هیل در دوران دبیرستان، همراه با گروهی از دوستانش به نام Primp شروع به رپ‌خوانی کرد، تا اینکه در سن ۱۶ سالگی فارغ‌التحصیل شد. او به مؤسسه فناوری مد رفت، اما بعدها با اشتغال در خرده‌فروشی و راه‌اندازی یک کانال یوتیوب، مسیر متفاوتی را در پیش گرفت.

## زندگی شخصی
جانگل‌پوسی مبتلا به اوتیسم است. او خود را بی‌جنس‌گرا معرفی می‌کند.

## فیلم‌شناسی

### فیلم
- یک نبرد پس از دیگری (۲۰۲۵)

## برای مطالعهٔ بیشتر
- C.M., Emmanuel (September 25, 2014). "The Break Presents: Junglepussy". XXL. Retrieved March 25, 2016.
- Golden, Zara (November 20, 2015). "How I Live: Junglepussy". The Fader. Retrieved March 25, 2016.
- Weiss, Dan (March 17, 2016). "Junglepussy: The Rapper Sliding Into Your DMs". Spin. Retrieved March 25, 2016.